# Dębowiec (Zamość)
Dębowiec (pronunciato [ d ɛ m b ɔ v j ɛ Ts ] è un centro abitato appartenente alla gmina di Skierbieszów, nel Powiat di Zamosc presso Lublino, che si trova nella parte orientale della Polonia.
Si trova circa 8 chilometri a sud di Skierbieszów (sede della gmina), 9 chilometri a nord-est di Zamość (sede del powiat) e 75 chilometri a sud-est di Lublino (capitale del voivodato).

## Amministrazione
Dal 1975 al 1998, il villaggio è stato amministrato dall'ex Voivodato di Zamość. Dal 1999 fa parte del nuovo Voivodato di Lublino.